# Adam’s Peak
Der Adam’s Peak [ˈædəmz ˌpiːk] (veraltete deutsche Lehnübersetzung: „Adamspik“, Singhalesisch: සමනළ කන්ද Samanaḷa Kanda [ˈsamənələ ˌkan̪d̪ə] „Schmetterlingsberg“, Tamil: சிவனொளிபாத மலை Civaṉoḷipāta Malai [ˈsiʋənoɭiˌpaːd̪ə ˌmalɛi̯]) ist ein 2243 Meter hoher Berg im zentralen Hochland Sri Lankas.
Der Sri Pada (Singhalesisch: ශ්‍රී පාදය Śrī Pādaya [ˌɕriː ˈpaːd̪əjə], aus dem Sanskrit für „heiliger Fuß“), eine Vertiefung in einem Felsen nahe seinem Gipfel, ist Ort religiöser Verehrung für mehrere Religionen und Pilgerstätte.

## Geografie
Der Adam’s Peak befindet sich im Distrikt Ratnapura der Provinz Sabaragamuwa und liegt im 1940 ausgewiesenen Schutzgebiet Peak Wilderness Sanctuary als Teil der UNESCO-Welterbestätte Zentrales Hochland von Sri Lanka. Die nächstgelegene größere Stadt ist Nuwara Eliya.
Vom Gipfel des Berges aus sieht man ins „Hill Country“ im Norden und Osten und hinunter ins Flachland im Süden und Westen; bei klarer Sicht ist Colombo in ca. 65 km Entfernung zu sehen. Am Adam's Peak entspringen die Flüsse Kelani, Walawe und Kalu.
Wegen seiner religiösen Bedeutung ist er der bekannteste Berg Sri Lankas, der höchste ist der Pidurutalagala mit 2534 m.

## Religiöse Bedeutung
Auf dem Gipfel des Berges steht ein Kloster, in dessen Inneren sich eine 1,8 Meter lange Vertiefung im Felsen befindet („Sri Pada“), welche von Buddhisten als Buddhas Fußabdruck verehrt wird. Hindus sehen dort den Fußabdruck Shivas, Muslime den Fußabdruck von Adam, Christen den des Apostels Thomas. Der Berg ist somit eine Pilgerstätte für Buddhisten, Hindus, Muslime und Christen. Nach buddhistisch-singhalesischem Glauben sollte jeder gute Buddhist ihn zumindest einmal im Leben bestiegen haben. Der Ort wird jährlich von etwa zwei Millionen Pilgern besucht (Stand 2021).

### Pilgerweg

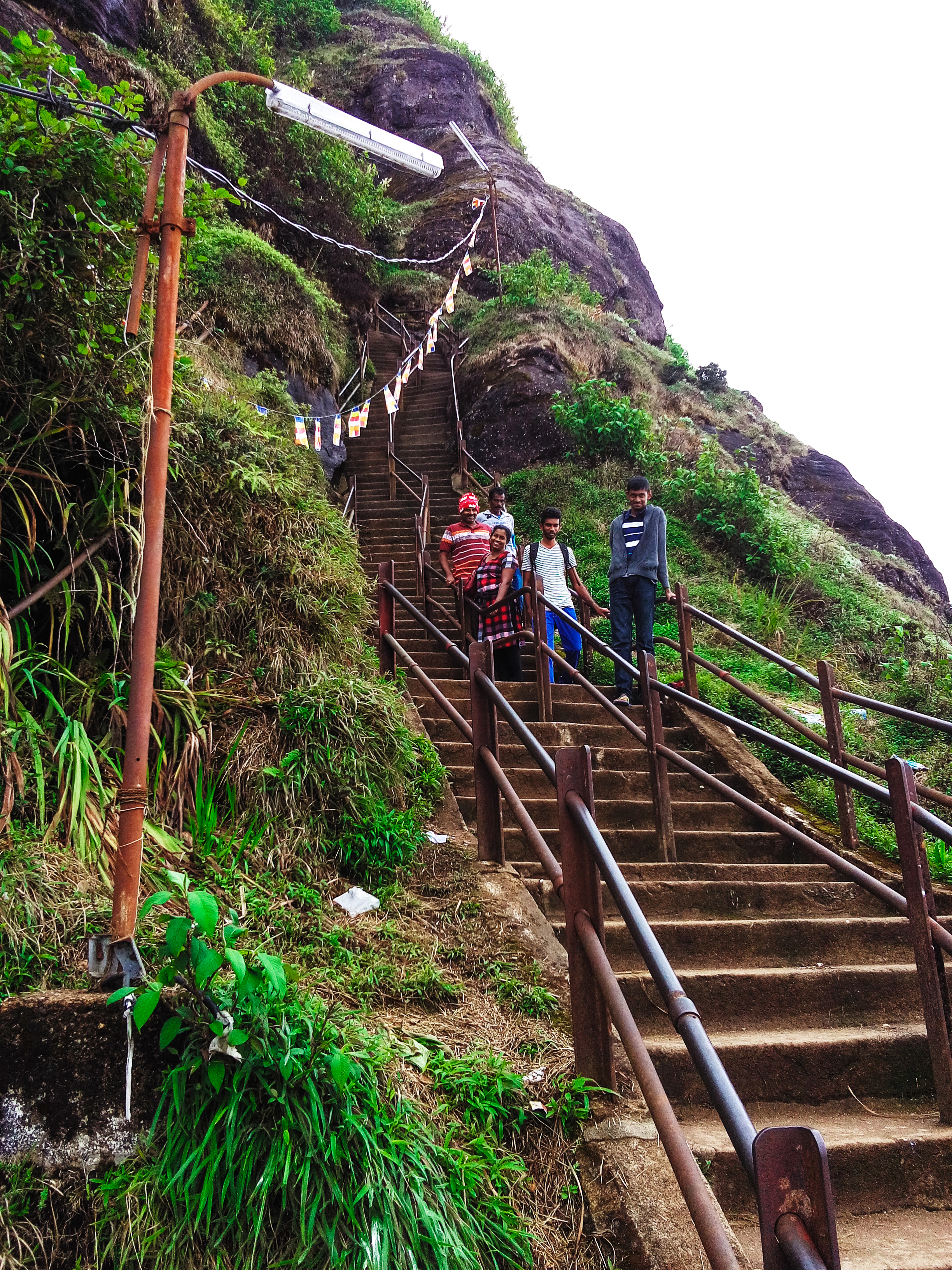
Aufstieg von Norden

Die Pilgersaison beginnt mit dem Dezember-Vollmond und endet mit dem letzten Mai-Vollmond. Traditionell wird der Berg nachts bestiegen. So wird die Tageshitze vermieden und der Sonnenaufgang, der mit euphorischen „Sadhu, Sadhu“-Rufen begleitet wird, steht am Schluss der Pilgerreise. Der Berg wirft dann einen dreieckigen Schatten auf den Nebel unterhalb.
Eine nördliche Route führt von Nallathanniya (Dalhousie) über 1000 Höhenmeter, eine südliche längere Route führt über Malawa–Palabadalla–Heramitipana. Der über lange Strecken aus steilen Stufen und Klettersteigen bestehende nördliche Aufstieg von mehreren Stunden ist von zahlreichen Teestuben gesäumt und während der Pilgersaison seit den späten 1980er Jahren nachts elektrisch beleuchtet. Aus früheren Jahrhunderten gibt es Berichte darüber, wie Pilger auf Grund der Strapazen des Aufstiegs an Erschöpfung starben oder vom noch nicht mit Geländern gesicherten Weg von Windböen in den Abgrund geweht wurden; auch heute gibt es regelmäßig Todesfälle zu beklagen.